# Blaustein (berg)
Blaustein är ett berg på gränsen mellan Kärnten i  Österrike och regionen Friuli-Venezia Giulia i Italien. 
Terrängen runt Blaustein är huvudsakligen bergig, men den allra närmaste omgivningen är kuperad. Runt Blaustein är det ganska glesbefolkat, med 21 invånare per kvadratkilometer.. Närmaste större samhälle är Irschen, 16,6 kilometer norr om Blaustein. 
I omgivningarna runt Blaustein växer i huvudsak blandskog.